# Кузнецов, Виктор Васильевич (химик)
Ви́ктор Васи́льевич Кузнецо́в (31 декабря 1912 д. Кузнецова Гаринский район Свердловской области — 30 ноября 1986, Пермь) — советский химик, проректор по учебной работе (1972—1975), зав. кафедрой физической химии (1975—1986) Пермского университета. Один из ведущих специалистов СССР по комплексному исследованию коррозионно-электрохимических процессов и разработке новых технологий защиты от коррозии. Автор нескольких известных по всей России учебников по физической химии для университетов. Участник Великой Отечественной войны.

## Биография
C 1928 по 1932 год после окончания средней школы три года работал инспектором по ликвидации неграмотности политпросветотдела исполкома городского Совета г. Тавда Екатеринбургского округа Уральской области, а также и. о. заведующего Тавдинским районо.
В 1937 году окончил химический факультет Пермского университета с отличием, остался работать на кафедре физической химии химфака ассистентом, старшим преподавателем, доцентом.
В 1939 году работал заместителем декана химического факультета Пермского (Молотовского) университета.
Научная и преподавательская деятельность В. В. Кузнецова прерывалась только один раз — во время Великой Отечественной войны. С 1940 по 1946 годы он служил в Красной Армии, воевал на Сталинградском, Севастопольском фронтах, с 1944 года служил в пограничных войсках на освобождённой территории Крыма. Его участие в боях под Гродно, Харьковом, Сталинградом, в Крыму отмечено боевыми наградами. После демобилизации он возвратился в Молотовский университет.
Кандидат химических наук (1951). С 25 апреля 1952 по 14 октября 1954 года работал секретарём партийной организации Молотовского университета.
С 1957 по 1962 год — глава Естественно-научного института (ЕНИ) при Пермском университете. В 1958 году стал создателем и заведующим лабораторией электрохимии ЕНИ ПГУ. В этот же период инициировал создание лаборатории радиохимии ЕНИ.
С 1968 года — доктор химических наук, с 1969 года — профессор. В 1972—1975 годах — проректор по учебной работе Пермского университета.
С 1975 по 1986 год возглавлял кафедру физической химии химического факультета ПГУ При участии В. В. Кузнецова, В. Ф. Усть-Качкинцева, С. М. Белоглазова сложилась Пермская школа коррозионистов-электрохимиков. Были развиты новые теоретические представления о роли водорода в эволюции тонкой структуры металлов и сплавов при коррозионно-электрохимических процессах, разработаны и внедрены новые ингибиторы коррозии и наводороживания металлов. После ухода В. В. Кузнецова в 1986 году кафедру возглавлял его ученик Г. В. Халдеев. Работы В. В. Кузнецова и других химиков университета (Р. В. Мерцлина, В. Ф. Усть-Качкинцева, В. П. Живописцева, И. И. Лапкина, Г. В. Кобяка и др.) вывели в то время химический факультет университета в число ведущих по стране.
Дочь Елена (род. 1951) — химик.

## Значение научного творчества
Первые работы В. В. Кузнецова, опубликованные в 1940 году, посвящены экспериментальной оценке роли коллоидных систем в электролитах в формировании гальванических осадков. Результаты этих исследований, продолженных в послевоенное время, используются при теоретическом обосновании причин изменений механических характеристик гальванопокрытий и оптимизации условий их роста.
Другим направлением его деятельности было изучение комплекса явлений и процессов наводороживания металлов в электрохимических процессах: механизма реакции выделения водорода на переходных металлах, водородной хрупкости, водородопроницаемости металлических мембран, коррозии металлов под напряжением и в наводороженном состоянии и др.
Исследование структуры гальванических осадков, её связи с физико-механическими и коррозионно-электрохимическими свойствами осадков, начальных стадий их формирования, поиск ингибиторов коррозии и наводороживания, новых блескообразователей нашли безусловное признание в стране и за рубежом. Изучение механизма коррозии углеродистых сталей в пресных водах позволило разработать рациональные, экономически обоснованные технологии защиты. Ингибиторы коррозии нашли применение на многих предприятиях СССР. Под его руководством была начата разработка безотходных гальванических производств, создано оборудование для регенерации тяжелых металлов из отработанных электролитов и промывных вод.
В. В. Кузнецов состоял председателем комитета по проблемам коррозии и защиты металлов Пермского областного совета НТО.
Профессор В. В. Кузнецов был не только признанным учёным, но и требовательным, доброжелательным педагогом. Он подготовил много кандидатов наук, успешно работающих в высшей школе и промышленности.

## Награды
- медаль «За оборону Сталинграда» (1943).
- медаль «За победу над Германией в Великой Отечественной войне 1941—1945 гг.».
- медаль «Ветеран труда».
- медаль «За трудовую доблесть».
- медаль «За трудовое отличие».
- орден Отечественной войны.
- нагрудный знак «За активную работу в НТО».
- диплом выставочного комитета ВДНХ Пермской обл.
- почётные грамоты Президиума Верховного Совета РСФСР.
- звание «Заслуженный деятель науки и техники РСФСР» (1973).

## Учебные пособия
В. В. Кузнецовым написаны несколько известных по всей России учебников по физической химии для университетов.
- Кузнецов В. В. Физическая и коллоидная химия. Учеб. пособие для геол. специальностей вузов СССР. Москва: Высш. школа, 1964.
- Кузнецов В. В. Физическая и коллоидная химия. Доп. Мин. Высш. и ср. спец. обр. СССР в качестве учебника для геологических специальностей вузов. М.: Высшая школа, 1968. 390 с.: ил. 20000 экз. (См., напр.).
- Кузнецов В. В., Усть-Качкинцев В. Ф. Физическая и коллоидная химия. Учебное пособие для биол. специальностей университетов / В. В. Кузнецов, В. Ф. Усть-Качкинцев. Москва: Высш. школа, 1976. 277 с. Список лит.: с. 267 (18 назв.). Предм. указ.: с. 268—273. 25000 экз.

## Научные работы
В. В. Кузнецовым опубликовано свыше 270 научных работ. Среди них:
- Кузнецов В. В. Исследование катодных процессов при электролизе растворов солей меди в присутствии SeO2. ЖПХ, XIII, вып. I, 45, 1940.
- Кузнецов В. В. Об условиях образования и природе коллоидных частиц, возникающих при электролизе водных растворов AgNO3, Hg2(NO3)2, CuS04. ЖФХ. XXIV, вып. 5, 574, 1950.
- Кузнецов В. В. Исследование условий образования коллоидов при электролизе и роли их в формировании катодных осадков: Автореферат дис. на соискание учен. степ. канд. хим. наук / М-во высш. образования. Молотовский гос. ун-т им. А. М. Горького. Молотов, 1951.
- Кузнецов В. В. Об условиях образования коллоидов при электролизе и роли их в процессе формирования катодных осадков. Уч. записки Пермского университета, VIII, вып. 1, 151, 1953.
- Кузнецов В. В. Электроосаждение металлов в условиях совместного действия постоянного и переменного тока. Уч. записки Пермского университета, XI, вып. 4, 123, 1955.
- Кузнецов В. В., Белоглазов С. М. К вопросу о применении твердых электродов в полярографии. Изв. Естественнонаучного ин-та при Пермском университете, XIV, вып. 2, 77, 1958.
- Кузнецов В. В., Рыбаков Б. Н. Влияние катализаторов наводороживания на перенапряжение водорода на никеле в серной кислоте. Изв. Естественнонаучного ин-та при Пермском университете, XIV, вып. 4, 13, 1960.
- Рыбаков Б. Н., Ашихмин Е. А., Кузнецов В. В. Полярографическое определение меди и серебра на платиновом электроде. Изв. Естественнонаучного ин-та при Пермском университете, XIV, вып. 4, 27, 1960.
- Кузнецов В. В. Электроосаждение свинца токами переменного направления. Изв. Естественнонаучного ин-та при Пермском университете, XIV, вып. 4, 33, 1960.
- Кузнецов В. В. Ультрамикроскопическое исследование анодного растворения некоторых металлов. Изв. Естественнонаучного ин-та при Пермском университете. XIV, вып. 4, 43, 1960.
- Кузнецов В. В., Фролов В. А. Изменение электрического сопротивления металлов при электролитическом насыщении водородом. ЖПХ, XXXIII, вып. 2, 628, 1960.
- Кузнецов В. В., Вержбицкая Л. В. Исследование условий возникновения и развития очаговой коррозии агрегатов и металлоконструкций Камской ГЭС. ЖПХ, XXXIV, вып. 1, 187, 1961.
- Кузнецов В. В., Вержбицкая Л. В. Коррозия металлоконструкций в воде и меры борьбы с ней // Защита металлов от коррозии. Сборник работ, Пермское книжное изд-во, 1961.
- Кузнецов В. В., Вержбицкая Л. В. О роли микроорганизмов в коррозии железа // Микробиология, XXX, вып. 3, 511, 1961.
- Кузнецов В. В., Константинова Н. И., Фролов В. А. Влияние электролитического водорода на микротвердость некоторых металлов. ФММ, XII, вып. 2, 255, 1961.
- Кузнецов В. В., Барской Б. Н. Рентгенографическое исследование структурных изменений стали при насыщении водородом. ЖФХ, XXXV, вып. 3, 595 1961.
- Кузнецов В. В., Фролов В. А. Исследование наводороживания металлов методом измерения электрического сопротивления. ЖПХ, XXXV, вып. 3. 582, 1962.
- Карасик А. С., Кузнецов В. В. Ультразвуковая установка для электрохимических исследований. ЖФХ, XXXVII, вып. 4, 930, 1963.
- Кузнецов В. В., Садаков Г. А. Полярография селенистой кислоты. ЖАХ, XVIII, вып. 12, I486, 1963.
- Кузнецов В. В., Вержбицкая Л. В.. Коррозия металлоконструкций Пермского шлюза // Речной транспорт, вып. 3, 1963.
- Кузнецов В. В., Вержбицкая Л. В. Защита металлов от коррозии в камской воде. Техническая информация. Изд. ЦБТИ Западно-Уральского СНХ, 1964.
- Кузнецов В. В., Карасик А. С., Коньшина Э. Н. Исследование кинетики выделения мышьяка из кислых и щелочных растворов. ЖФХ, XXXIX, вып. 1, 21, 1965.
- Кузнецов В. В., Субботина Н. И., Карасик А. С. Влияние ультразвука на наводороживание металлов при электролизе. ЖПХ, XXXVIII, вып. 6, 1310, 1965.
- Кузнецов В. В., Вержбицкая Л. В. Цементное покрытие для защиты металлов от коррозии в воде. Техническая информация. Изд. ЦБТИ Западно-Уральского совнархоза, 1965.
- Кузнецов В. В., Белкина Г. С. Применение лакокрасочных покрытий для борьбы с атмосферной коррозией. Техническая информация. Изд. ЦБТИ Западно-Уральского совнархоза, 1965.
- Вержбицкая Л. В., Кузнецов В. В., Посягин Г. С. Катодная защита стали в речной воде // Труды Естественнонаучного ин-та при Пермском университете, XI, вып. 3, 79, 1965.
- Вержбицкая Л. В., Кузнецов В. В., Посягин Г. С. Катодная защита стали в речной воде // Труды Естественнонаучного ин-та при Пермском университете, XI, вып. 3, 85, 1965.
- Кузнецов В. В., Вержбицкая Л. В. Электрохимическое поведение стали под цементными покрытиями // Труды Естественнонаучного ин-та при Пермском университете, XI, вып. 3, 89, 1965.
- Кузнецов В. В., Вержбицкая Л. В. Защита стальных труб от коррозии цементными покрытиями // Труды Естественнонаучного ин-та при Пермском университете, XI, вып. 3, 103, 1965.
- Кузнецов В. В., Поставная Г. Г. Исследование новых соединений ацетиленового ряда как ингибиторов коррозии стали-3 в кислотах // Труды Естественнонаучного ин-та при Пермском университете, XI, вып. 3, 95, 1965.
- Кузнецов В. В., Поставная Г. Г. Бензоат аммония как ингибитор коррозии в камской воде // Труды Естественнонаучного ин-та при Пермском университете, XI, вып. 3, 99, 1965.
- Кузнецов В. В., Вержбицкий В. Р. Испытание неметаллических покрытий для защиты от коррозии металлоконструкций гидротехнических сооружений. Журнал «Речной транспорт», вып. 10, 1965.
- Кузнецов В. В., Коньшина Э. Н. Диффузия водорода через биметаллические мембраны. Жур. «Электрохимия». I, вып. 9, 1115, 1965.
- Кузнецов В. В., Субботина Н. И. Диффузия водорода через железные мембраны в ультразвуковом поле. Жур. «Электрохимия», I, вып. 9, 1096, 1965.
- Кузнецов В. В., Ермакова Г. П. Наводороживание монель-металла в нейтральных и щелочных растворах. Труды Естественнонаучного ин- та при Пермском университете, XI, вып. 3, 3, 1965.
- Кузнецов В. В., Ермакова Г. П. Кинетика десорбции водорода из монель-металла. Труды Естественнонаучного ин-та при Пермском университете, XI, вып. 3, 9, 1965.
- Кузнецов В. В., Ермакова Г. П. Влияние некоторых добавок в серную кислоту на наводороживание монель-металла. Труды Естественнонаучного ин-та при Пермском университете, XI, вып. 3, 15, 1965.
- Кузнецов В. В., Коньшина Э. Н. Диффузия электролитического водорода через железо различной структуры. Труды Естественнонаучного ин-та при Пермском университете, XI, вып. 3, 21, 1965.
- Кузнецов В. В., Карасик А. С., Коньшина Э. Н. Распределение мышьяка на железе при контактном выделении из кислых растворов. Труды Естественнонаучного ин-та при Пермском университете, XI, вып. 3, 31, 1965.
- Кузнецов В. В., Зинченко М. В. Наводороживание углеродистой стали в серной и соляной кислотах, содержащих добавку катапина. Труды Естественнонаучного ин-та при Пермском университете, XI, вып. 3, 34, 1965.
- Кузнецов В. В., Садакова В. Н. . Наводороживание углеродистой стали при цинковании из электролитов различной природы. Труды Естественнонаучного ин-та при Пермском университете, XI, вып. 3, 39, 1965.
- Кузнецов В. В., Субботина Н. И. Влияние ультразвука на потенциалы платины, никеля и железа в различных растворах. Труды Естественнонаучного ин-та при Пермском университете. XI, вып. 3, 69, 1965.
- Кузнецов В. В., Садаков Г. А. Полярография мышьяковистой кислоты. Труды Естественнонаучного ин-та при Пермском университете, XI, вып. 3, 75, 1965.
- Кузнецов В. В. Замечания по статье С. М. Белоглазова «Распределение в стали водорода при катодной обработке и его влияние на микротвердость». ФММ, 20, вып. 5, 1965.
- Кузнецов В. В. Наводороживание металлов в гальванотехнике. Труды Всесоюзн. совещ. по наводороживанию металлов (принято к печати в 1965 г.).
- Кузнецов В. В. Исследование механизма электроосаждения и наводороживания металлов / Автореферат на соискание степени доктоа хим. наук. Пермь, 1966.
- Кузнецов В. В. Ультрамикроскопическое исследование электролиза некоторых растворов в капиллярах // Изв. вузов «Химия и хим.технология», № 2, 226, 1966.
- Кузнецов В. В., Зинченко М. В. Наводороживание стали при травлении в кислотах. ЖПХ, XXXVIII, вып. 2, 1966.
- Кузнецов В. В., Халдеев А. Б. Влияние Na3As04 и As203 на хрупкость стали при её травлении и катодной поляризации в серной кислоте. Уч. зап. Пермск. университета, № 178, 146 (1968).
- Кузнецов В. В., Халдеев А. Б., Перескоков В. Н. Электронномикроскопическое исследование порошковых катодных осадков металлов. Заводская лаборатория, 34, 312 (1968).
- Кузнецов В. В., Халдеев А. Б. Электронно-микроскопическое исследование изменений поверхности стали 20 при наводороживании. Уч. зап. Пермск. университета, № 178, 138 (1968).
- Кузнецов В. В., Коньшина Э. Н., Халдеев А. Б. Кинетика проникновения водорода в сталь через гальванические покрытия. Всесоюзная конференция по электрохимии, Тезисы докл., «Мецниереба», Тбилиси, с. 372 (1969).
- Халдеев А. Б., Кузнецов В. В. Образование и развитие микротрещин в железе Армко при наводороживании. Уч. зап. Пермск. университета, № 207, 70 (1970).
- Халдеев А. Б., Кузнецов В. В. Определение глубины нарушения структуры никеля в результате наводороживания. Уч. зап. Пермск. университета, № 207, 72 (1970).
- Халдеев А. Б., Кузнецов В. В. К вопросу о диффузии электролитического водорода через металлические мембраны. Уч. зап. Пермск. университета, № 207, 62 (1970).
- Халдеев А. Б., Кузнецов В. В. К вопросу о диффузии электролитического водорода через металлические мембраны. 11. Сталь Х18Н9Т. Уч. зап. Пермск. университета, № 229, 88 (1970).
- Халдеев А. Б., Кузнецов В. В. К вопросу о диффузии электролитического водорода через металлические мембраны. 111. Никель. Уч. зап. Пермск. университета, № 229, 102 (1970).
- Халдеев А. Б., Кузнецов В. В. Диффузия водорода через сталь, покрытую плёнками висмута. Уч. зап. Пермск. университета, № 178, 141 (1968).
- Халдеев А. Б., Кузнецов В. В., Шестаков В. И. Проникновение водорода через никелевые покрытия при катодной поляризации в серной кислоте. Уч. зап. Пермск. университета, № 207, 75. 1970.
- Кузнецов В. В. Эффекты фазовых переходов при воздействии на вещество энергии высокой плотности (на примере соударения металлов) / В. В. Кузнецов; АН СССР СО. Ин-т геологии и геофизики. Новосибирск, 1985. 72 с.
- Кузнецов В. В., Вержбицкая Л. В. Защита металлов от коррозии в пресной воде / В. В. Кузнецов, Л. В. Вержбицкая. Пермь: Кн. издательство, 1980. 94 с. 2000 экз.
- Халдеев А. Б., Шеин А. Б., Князева В. Ф., Борисова Т. Ф., Тимофеева Л. А., Кузнецова Е. В., Кузнецов В. В. Исследование роли биографических дефектов в процессе электроосаждения и растворения металла // 12-й Менделеевский съезд по общей и прикладной химии. Рефераты докл. и сообщений, № 3, М., Наука, 1981. С. 348—349.
- Шеин А. Б., Халдеев А. Б., Кузнецов В. В. Кислотная коррозия стали под напряжением и эффективность ингибиторной защиты // Создание и применение ингибиторов и ингибитированных материалов в нефтепереработке и нефтехимии. Тезисы докл. Всесоюзной научно-технической конференции, Л., 1981. С. 56-57.
- Шеин А. Б., Кичигин В. И., Халдеев А. Б., Кузнецов В. В. Исследование адсорбционных и защитных свойств ПАОВ при коррозии металлов под напряжением // Защита от коррозии в химической промышленности. Тезисы докл. Всесоюзной научно-практической конференции., М., 1982. С. 95-96.
- Шеин А. Б., Халдеев А. Б., Кузнецов В. В. Коррозия высокоуглеродистой стали под напряжением в ингибированной кислоте // Защита металлов, 1982, т.18, КЗ. С. 420—422.
- Халдеев А. Б., Шеин А. Б., Волынцев А. Б., Кузнецов B. B. Физикомеханическое состояние и электрохимическая активность границ зерен наводороженного никеля // Водород в металлах. Тезисы докл. III Всесоюзного семинара, Донецк, 1982. C. 272,
- Шеин А. Б., Халдеев А. Б., Кузнецов В. В. Коррозия деформированных металлов в электролитах, содержащих ПАВ // Теория и практика защиты металлов от коррозии. Тезисы докл. межотраслевой научно-технической конференции, Куйбышев, 1982. С. 88.
- Шеин А. Б., Скрябина Н. Е., Халдеев А. Б., Кузнецов В. В. Исследование эффективности ингибиторов при коррозии и наводороживании деформированного металла // Опыт работы по защите от коррозии металлоконструкций и оборудования на предприятиях чёрной металлургии. Тезисы докл. Всесоюзного семинара, Днепродзержинск, 198.С. 10.
- Шеин А. Б., Халдеев А. Б., Кузнецов В. В. Ингибиторная защита металлов в условиях коррозии под напряжением в кислых средах // В кн.: Применение ингибиторов коррозии в народном хозяйстве. Тезисы докл. научно-технического семинара, Челябинск, 1983, C. 10-11.
- Шеин А. Б., Халдеев А. Б., Кузнецов В. В. Коррозионно-электрохимическое поведение упругодеформируемого металла в кислых средах // Коррозия и защита в нефтегазовой промышленности, 1983, Г5. C. 31.
- Шеин А. Б., Халдеев А. Б., Кузнецов В. В. Особенности ингибирования коррозии металлов под напряжением // Коррозия и защита металлов. Тезисы докл. 11-й Пермской конференции, Пермь, 1983. С. 84-85.
- Шеин А. Б., Кичигин В. И., Халдеев А. Б., Кузнецов В. В. Абсорбция ингибитора ПГУ-1 при коррозии стали под напряжением // Защита металлов, 1983, т.19, № 5, с. 805—808.
- Шеин А. Б., Кузнецов В. В. Исследование коррозионно-электрохимического поведения упругодеформированной стали в ингибированной кислоте // Физико-химическая механика материалов, 1983, т. 19, № 6. С. 100—101.
- Шеин А. Б., Халдеев А. Б., Кузнецов В. В. Коррозионно-электрохимическое поведение упругодеформируемой стали в сернокислых электролитах, содержащих галидионы // Защита металлов, 1983, т. 19, с. 952—955.
- Шеин А. Б., Халдеев А. Б., Решетников С. М., Кузнецов В. В. Растворение сплава Fe + 3 % Si в сернокислых электролитах, содержащих галогенидионы // Журнал прикладной химии, 1983, т. 56, № 11. С. 2444—2449.
- Кузнецов В. В. Исследование систем автоматизированного проектирования стальных конструкций. Тр. ин-та / ЦНИИ и проект. ин-т строит. металлоконструкций им. Н. П. Мельникова; Редкол.: Кузнецов В. В. (пред.) и др. М.: ЦНИИпроектстальконструкция, 1983.
- Кузнецов В. В. Исследование металлических конструкций мостовых сооружений : Сб. науч. тр. / Союзметаллостройниипроект, Центр. н.-и. и проект. ин-т строит. металлоконструкций им. Н. П. Мельникова; Редкол.: В. В. Кузнецов (пред.) и др. М. : ЦНИИпроектстальконструкция, 1985.
- Кузнецов В. В. Водород в металлах: Межвуз. сб. науч. тр. / Перм. гос. ун-т им. А. М. Горького; Редкол.: В. В. Кузнецов (гл. ред.) и др. Пермь : ПГУ, 1984.
- Кузнецов В. В. Антикоррозионная защита строительных металлических конструкций: Сб. науч. тр. / Союзметаллостройниипроект, Центр. н.-и. и проект. ин-т строит. металлоконструкций им. Н. П. Мельникова; Редкол.: В. В. Кузнецов (пред.) и др. М.: ЦНИИПСК, 1990.
- Кузнецов В. В. Наводороживание металлов в электролитах / В. В. Кузнецов, Халдеев А. Б., В. И. Кичигин. М.: Машиностроение, 1993.